# 2641 Lipschutz
2641 Lipschutz је астероид главног астероидног појаса са средњом удаљеношћу од Сунца која износи 2,377 астрономских јединица (АЈ).
Апсолутна магнитуда астероида је 12,7.